# Himawari 8

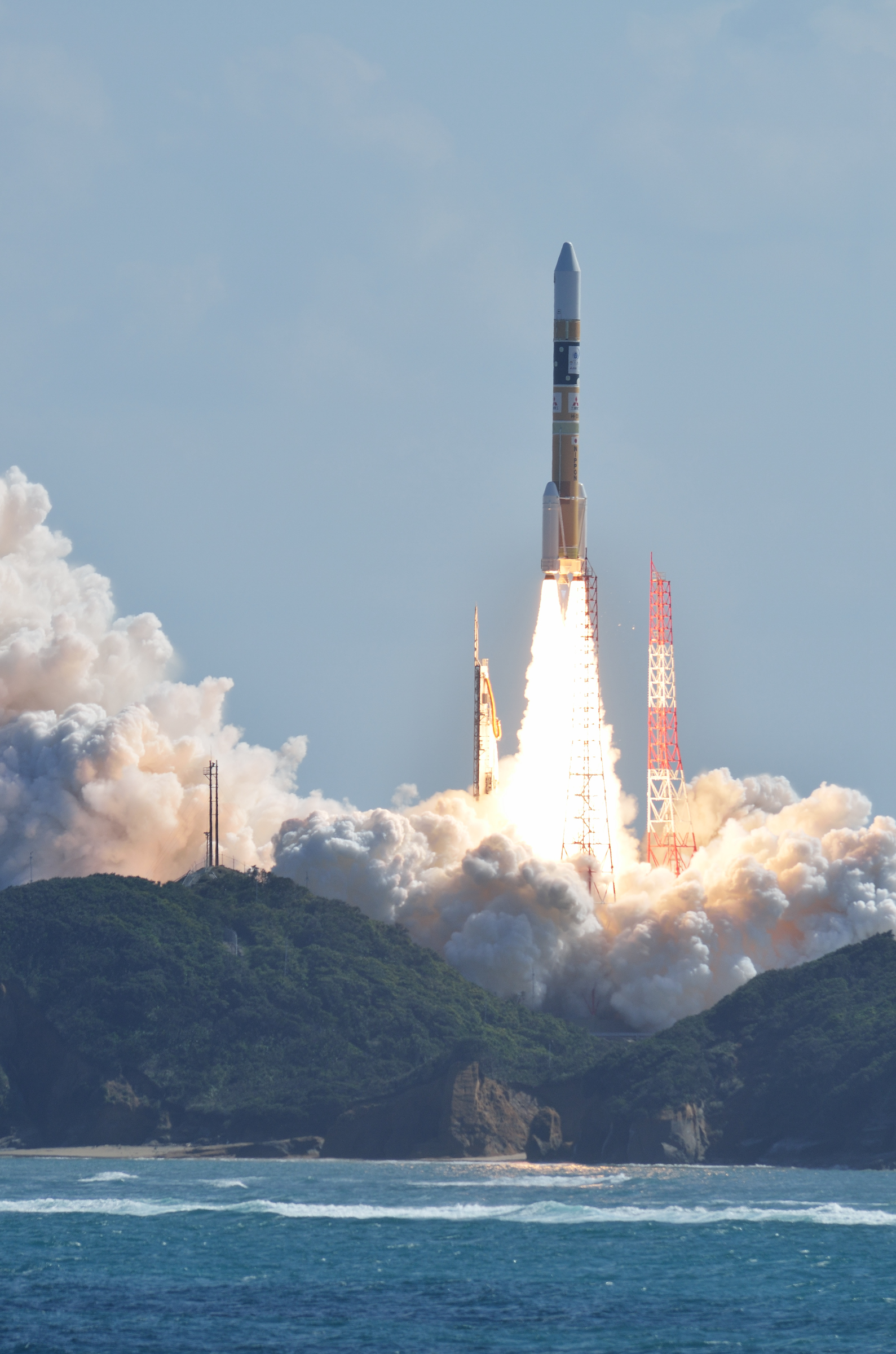
Eine H-2A-Trägerrakete startet Himawari 8 am 7. Oktober 2014

Himawari 8 (Sonnenblume 8) ist ein Wettersatellit der japanischen Meteorologiebehörde JMA (Japan Meteorological Agency). Er ist der achte geostationäre Wettersatellit Japans und der erste einer neuen Baureihe. Er ersetzte Himawari 7 (MTSAT-2), der seit 2006 im Dienst war. und wurde seinerseits im Dezember 2022 durch Himawari 9 ersetzt.

## Mission

Erstes Bild der Erde in natürlichen Farben vom 25. Januar 2015

Himawari 8 wurde am 7. Oktober 2014 um 05:16 UTC mit einer H-2A-Trägerrakete von der Rampe 1 des Yoshinobu-Startkomplexes auf dem japanischen Tanegashima Space Center in die Erdumlaufbahn gebracht und erreichte seine geostationäre Position auf 140° Ost am 16. Oktober. Die ersten Bilder konnten am 18. Dezember 2014 empfangen werden, in Betrieb ging der Satellit am 7. Juli 2015.
Um Wettereinflüsse zu minimieren, werden in Japan zwei Empfangsstationen parallel betrieben: die Hauptstation in der Region Kantō und eine Ersatzstation bei Ebetsu auf der Insel Hokkaidō.

## Aufbau
Der Satellit wurde auf Basis des Satellitenbus DS 2000 von Mitsubishi Electric gebaut und besitzt eine geplante Lebensdauer von 8 Jahren. Er ist mit drei Gerätekomplexen ausgerüstet. Der Advanced Himawari Imager (AHI) ist das Hauptinstrument der Raumsonde. Es ist eine Multispektralkamera mit 16 Kanälen (0,46 bis 13,8 µm), die im Bereich des sichtbaren Licht und im Infrarotbereich  Übersichts- und Detailaufnahmen liefern wird. Die Bilder erreichen je nach Spektralbereich eine Auflösung von 0,5 (rot) bis 2 km (IR) und liefern auf den verschiedenen Spektralbereichen Daten über Bewölkung, Temperatur, Wind, Niederschlag und Aerosolverteilung. Das Space Environment Data Acquisition Monitor (SEDA) sammelt Daten über Protonen und Elektronen im Weltraum. Das Data Collection Subsystem (DCS) ist die Kommunikationsnutzlast und dient der Sammlung und Weiterleitung der Daten zu den Bodenwetterstationen über das Ka-Band.

## Ersatz/Nachfolger
Der baugleiche Satellit Himawari 9 wurde am 2. November 2016 gestartet und ebenfalls auf 140° O positioniert. Sechs Jahre lang diente er als Ersatz für Himawari 8. Am 13. Dezember 2022 wurden die Rollen getauscht: Himawari 9 ging in den Regelbetrieb, während Himawari 8 nun als Reserve dient.